# 산하련
《산하련》(중국어 간체자: 山河恋·美人无泪, 정체자: 山河戀·美人無淚, 병음: Shān hé liàn měi rén wú lèi 산허롄메이런우레이[*], 한자음: 산하련 미인무루, 영어: In Love with Power 인 러브 위드 파워[*])은 중국의 텔레비전 드라마.

## 등장 인물
- 류카이웨이 : 홍타이지(皇太極) 역
- 채소분(蔡少芬) : 철철(哲哲) 역
- 위안산산(袁姗姗) : 대옥아(大玉兒)
- 장멍(张檬) : 해란주(海蘭珠) 역
- 한둥(韩栋) : 도르곤(多爾袞) 역
- 왕임(王琳) : 새기아(賽琪雅) 역
- 덩사(邓莎) : 소옥아(小玉兒) 역
- 저우무잉(周牧茵) : 나목종(娜木鐘) 역